# Пас Сольдан, Матео
Маурисио Матео Пас Сольдан и Урета (исп. Mateo Paz Soldán; 21 сентября 1812, Арекипа — 11 марта 1857, Лима) — перуанский учёный математик, астроном, географ, юрист, поэт, редактор, педагог.
Благодаря обширности научных и гуманитарных знаний, современники звали его Monstruo del sabe («Монстром знаний»).

## Биография
Брат Мариано Фелипе Пас Сольдана, историка, дипломата, государственного деятеля и дипломата, государственного деятеля Хосе Грегорио Пас Сольдана.
и Педро Пас Сольдан-и-Урета,  премьер-министра Перу (1867).
Учился в первой высшей семинарии Сан-Херонимо в Арекипа. Будучи студентом, уже читал лекции по философии и теологии. С молодости проявил исключительные способности к математике, сформулировал несколько правил для решения уравнений третьей и четвертой степени.
До 1835 г. изучал право в университете Сан-Агустин. Занялся преподавательской деятельностью, занял кафедру национального права, позже возглавил секретариат Университета Арекипа.
Занимался журналистикой, в разные годы редактировал El Nacional , El Crepúsculo и El Pabellón Nacional.
Первопроходец Южной Америки, путешественник. Топографической экспедиции под руководством Паса Сольдана было поручено исследовать р. Жавари. На экспедицию, поднимающуюся по реке в лодке, неожиданно напали дикари из прибрежных племен, осыпав путешественников градом отравленных стрел. Несколько членом экспедиции были убиты, а Пас Сольдан, раненный в ногу, вынужден был её ампутировать.
В 1848 году отправился в Европу. Опубликовал в Париже свой труд по тригонометрии и астрономии. Автор известной «Географии Перу». После возвращения на родину, Конгресс Республики Перу принял решение тексты его трудов к использованию в качестве учебников для распространения в школах.
Занимал руководящие должности в Министерстве иностранных дел и государственном казначействе, был директором Военного училища и прокурором Суда семи судей (1851).

## Избранная библиография
- Tratado elemental de Astronomía teórica y práctica (2 тома. Париж, 1848).
- Tratado de Trigonometría plana y esférica (Париж, 1848).
- Geografía del Perú (póstuma, Lima, 1862), que su hermano Mariano Felipe editó con numerosas adiciones y un apéndice bibliográfico.
- Compendio de Geografía Matemática, Física y Política (посмертно, Лима, 1863).